# Сан Лоренцо ал Маре
Сан Лоренцо ал Маре (итал. San Lorenzo al Mare) је насеље у Италији у округу Империја, региону Лигурија.
Према процени из 2011. у насељу је живело 1321 становника. Насеље се налази на надморској висини од 12 м.

## Становништво
Према резултатима пописа становништва 2011. у општини је живело 1.373 становника.
| 1931. | 1936. | 1951. | 1961. | 1971. | 1981. | 1991. | 2001. | 2011. |
| ----- | ----- | ----- | ----- | ----- | ----- | ----- | ----- | ----- |
| 407   | 570   | 659   | 979   | 1.225 | 1.397 | 1.378 | 1.402 | 1.373 |